# Edgar Rodrigues
Edgar Rodrigues, pseudônimo de Antônio Francisco Correia (Angeiras, 12 de março de 1921 — Rio de Janeiro, 14 de maio de 2009), foi historiador, arquivista e escritor nascido em Portugal e radicado no Brasil desde 1951, ano em que deixou seu país natal escapando da perseguição ditatorial de Salazar.

## Biografia
Edgar nasceu em Angeiras, ao norte da cidade de Matosinhos, distrito do Porto, em Portugal, em 12 de março de 1921, filho de Manuel Francisco Correira e Albina da Silva Santos. Seu pai era militante anarco-sindicalista e participava do Sindicato das Quatro Artes, filiado à Confederação Geral do Trabalho (C.G.T.) e à Associação Internacional dos Trabalhadores (A.I.T.), envolvendo vários ofícios da construção civil de Matosinhos. Após a prisão de seu pai por agentes do regime de Salazar, foi visitá-lo várias vezes nas dez semanas que ficou detido no presídio. Quando foi solto, Manuel foi despedido de seu emprego e a família passou por carestia. Nessa mesma época, Edgar começou a escrever os rascunhos de seu primeiro livro. Em 1 de maio de 1939, ele e alguns amigos faltaram ao serviço em protesto e reuniram-se para reafirmar as origens anarquistas dessa data. Em 1 de março de 1940, filiou-se ao Grupo Dramático Flor da Mocidade (teatro amador), de Santa Cruz Bispo, município de Matosinhos, onde conheceu Ondina dos Anjos da Costa Santos, que foi sua companheira por toda a vida. Também fez parte da diretoria do Grupo Dramático Alegres de Perafita, onde conheceu o militante José Marques da Costa. Em 1948, conhece pessoalmente o anarquista Luis Joaquim Portela na clandestinidade e ajuda o companheiro a obter documentação falsa, porém, devido uma delação, o último foi preso em novembro. Em 19 de julho de 1951, Edgar conheceu o escritor anticlerical Tomás da Fonseca e, no dia seguinte, para fugir da perseguição política da ditadura portuguesa, embarca para o Brasil.
Assim que chegou ao Rio de Janeiro, conheceu Roberto das Neves, Manuel Perez, Giacomo Bottino, Ida Bottino, Germinal Bottino, Pascoal Gravina, José Romero, Ondina Romero, Angelina Soares, Diamantino Augusto, José Oiticica, João Peres Bouças, Carolina Peres, Ideal Peres, Afonso Vieira entre outros. A pedido dos dois últimos, entregou um texto de sua autoria, sobre a ditadura em Portugal, que foi publicado no jornal anarquista Ação Direta e logo estava participando do grupo editor do mesmo. Em seguida, com a ajuda de Enio Cardoso, Domingos Rojas e Benjamim Cano Ruiz, publicou também textos na imprensa libertária internacional e adotou o pseudônimo de Edgar Rodrigues. Entre 9 e 11 de fevereiro de 1953, participou de um encontro anarquista brasileiro, na residência de José Oiticica, onde conheceu outros militantes ácratas que atuavam em São Paulo: Edgard Leuenroth, Adelino Tavares de Pinho, Lucca Gabriel, Osvaldo Salgueiro, etc. Nesse período, também conheceu o escritor e jornalista espanhol Victor Garcia, o poeta e escritor romeno Eugen Relgis e o paraguaio Ceríaco Duarte. Publicou seu primeiro livro Na Inquisição do Salazar em maio de 1957. Em 7 de março de 1958, por iniciativa do Grupo Libertário Fábio Luz, foi fundado o Centro de Estudos Professor José Oiticica (CEPJO) com assinatura Edgar e outros. Outra iniciativa foi CEPJO foi a criação da Editora Mundo Livre que publicou, dentre outros título, O Retrato da Ditadura Portuguesa (1962) de Edgar. Entre os dias 8, 9, 10, 15 e 21 de outubro de 1969, o CEPJO foi fechado pelas forças armadas brasileiras e Edgar e outros foram presos.
O processo durou até 30 de novembro de 1971. No mesmo período, Edgar iniciou a publicação de livros resgatando a história do movimento anarquista no Brasil, e posteriormente, a história do movimento libertário português. Escreveu 62 livros (entre 1957-2007), publicados sobretudo no Brasil e em Portugal, mas também na Itália, Venezuela e Inglaterra (alguns na terceira edição). Por volta de 1976, participou junto com Elvira Boni, do documentário O Sonho Não Acabou de Cláudio Khans, exibido algumas vezes na televisão e em eventos libertários. Colaborou com o jornal anarquista O Inimigo do Rei enquanto existiu (1977–1988) e também escreveu mais de 1760 artigos na imprensa de 15 países, entre eles: Voluntad (Uruguai), Solidaridad Obrera (França), A Batalha (Portugal), El Libertario (Cuba), Tierra y Libertad (México/Espanha), El Sol (Costa Rica), C.N.T. (França), La Protesta (Argentina), Solidaridad Gastronómica (Cuba), L’Adunata Dei Refrattari (Estados Unidos), Ruta (Venezuela), Reconstruir (Argentina), Voz Anarquista (Portugal), El Libertario (Venezuela) e muitos outros. Entre abril e maio de 1986, participou do congresso pela reorganização da Confederação Operária Brasileira (COB), na sede do Centro de Cultura Social de São Paulo. Em 21 de agosto de 1986, foi um dos sóciosfundadores do arquivo Círculo Alfa de Estudos Históricos
(CAEH). Nesse arquivo deixou boa parte dos materiais de estudo (livros, jornais, fotos, cartas, atas, memórias manuscritas e demais documentos, muitos deles cópias únicas) que reuniu durante toda uma vida dedicada ao resgate da trajetória das atividades anarquistas no Brasil e no Mundo. Em abril de 2002, Rute Coelho Zendron fez Um Estudo Sobre Edgar Rodrigues pela PUC, que virou um vídeo documentário sobre sua vida e obra. Faleceu na noite de 15 de maio de 2009 (quinta-feira), na sua residência, no Rio de Janeiro, devido uma parada respiratória. Deixou esposa, filhos, netos e vasta obra.
Em 11 de Novembro de 2008, Edgar Rodrigues foi homenageado pela “Associação 25 de Abril”, que lhe conferiu a sua Medalha, que lhe foi entregue, no Consulado-Geral de Portugal, pelo embaixador português no Brasil, Francisco Seixas da Costa.